# Simona Renciu
Simona Renciu (* 21. Dezember 1967) ist eine ehemalige rumänische Kunstturnerin.
Ihren größten Erfolg erreichte sie 1983. Bei den Weltmeisterschaften in Budapest gewann Renciu mit der rumänischen Turnriege mit Lavinia Agache, Ecaterina Szabó, Laura Cutina, Mihaela Stănuleț und Mirela Barbălată hinter der Sowjetunion die Silbermedaille in der Mannschaftswertung. Renciu gehörte auch zum rumänischen Kader für die Olympischen Spiele 1984 in Los Angeles, allerdings wurde sie vor den Spielen durch Cristina Grigoraș ersetzt.
Simona Rencius Zwillingsschwester Camelia Renciu gehörte auch dem rumänischen Nationalkader an. Sie war Ersatzturnerin für die Olympischen Spiele 1984. Die beiden emigrierten 1992 nach Luxemburg, wo sie als Trainerinnen arbeiten. 2010 nahmen sie neben der rumänischen die luxemburgische Staatsangehörigkeit an.